# Ballana amplecta
Ballana amplecta är en insektsart som beskrevs av Delong 1935. Ballana amplecta ingår i släktet Ballana och familjen dvärgstritar. Inga underarter finns listade i Catalogue of Life.